# 97º Congresso degli Stati Uniti d'America
Il 97º Congresso degli Stati Uniti d'America costituì dal 3 gennaio 1981 al 3 gennaio 1983 il ramo legislativo del governo federale statunitense. Fu formato dal Senato e dalla Camera dei rappresentanti e si riunì a Washington durante le ultime settimane di presidenza di Jimmy Carter e successivamente nei primi due anni di presidenza di Ronald Reagan.
La sua composizione fu determinata in occasione delle elezioni del novembre 1980, che si tennero in contemporanea con le presidenziali. L'allocazione dei seggi alla Camera dei rappresentanti fu basata sul censimento del 1970.
La Camera mantenne la maggioranza democratica, anche se ridotta rispetto al Congresso precedente, mentre i repubblicani conquistarono il controllo del Senato; fu la prima volta che ebbero la maggioranza in una delle due camere dal 1953. 

## Senato

### Riepilogo della composizione
|                               | Partito      | Partito      | Partito | Totale | Vacante |
| ----------------------------- | ------------ | ------------ | ------- | ------ | ------- |
|                               |              |              |         | Totale | Vacante |
| Democratico                   | Indipendente | Repubblicano |         | Totale | Vacante |
| Fine del precedente Congresso | 55           | 1            | 44      | 100    | 0       |
|                               |              |              |         |        |         |
| Inizio (3 gennaio 1981)       | 46           | 1            | 53      | 100    | 0       |
| Fine (3 gennaio 1983)         | 46           | 1            | 53      | 100    | 0       |
| % di voti                     | 46%          | 1%           | 53%     |        |         |

### Leadership
Assemblea
- Presidente (Vicepresidente degli Stati Uniti d'America): 
  - Walter Mondale (D-MN), fino al 20 gennaio 1981
  - George H. W. Bush (R-TX), dal 20 gennaio 1981
- Presidente pro tempore: Strom Thurmond (R-SC)

Maggioranza
- Leader della Maggioranza: Howard Baker (R-TN)
- Whip: Ted Stevens (R-AK)

Minoranza
- Leader della Minoranza: Robert Byrd (D-WV)
- Assistente leader: Alan Cranston (D-CA)

### Membri
2 democratici
     1 democratico ed 1 repubblicano
     2 repubblicani
 1 indipendente ed 1 repubblicano

L'appartenenza partitica dei senatori all'inizio del 97° Congresso:
2 democratici
1 democratico ed 1 repubblicano
2 repubblicani

I senatori sono eletti ogni due anni, e ad ogni Congresso ne viene rinnovato un terzo. Prima del nome di ogni senatore viene indicata la "classe", ovvero il ciclo di elezioni in cui è stato eletto. Per il 97° Congresso furono sottoposti ad elezione i senatori di classe 3.
Alabama
     2. Howell Heflin (D)
     3. Jeremiah Denton (R)
Alaska
     2. Ted Stevens (R)
     3. Frank Murkowski (R)
Arizona
     1. Dennis DeConcini (D)
     3. Barry Goldwater (R)
Arkansas
     2. David Pryor (D)
     3. Dale Bumpers (D)
California
     1. S. I. Hayakawa (R)
     3. Alan Cranston (D)
Carolina del Nord
     2. Jesse Helms (R)
     3. John Porter East (R)
Carolina del Sud
     2. Strom Thurmond (R)
     3. Fritz Hollings (D)
Colorado
     2. William L. Armstrong (R)
     3. Gary Hart (D)
Connecticut
     1. Lowell Weicker (R)
     3. Chris Dodd (D)
Dakota del Nord
     1. Quentin N. Burdick (D-NPL)
     3. Mark Andrews (R)
Dakota del Sud
     2. Larry Pressler (R)
     3. James Abdnor (R)
Delaware
     1. William Roth (D)
     2. Joe Biden (D)
Florida
     1. Lawton Chiles (D)
     3. Paula Hawkins (R)
Georgia
     2. Sam Nunn (D)
     3. Mack Mattingly (D)
Hawaii
     1. Spark Matsunaga (D)
     3. Daniel Inouye (D)
Idaho
     2. James A. McClure (R)
     3. Steve Symms (R)
Illinois
     2. Charles H. Percy (R)
     3. Alan J. Dixon (D)
Indiana
     1. Richard Lugar (R)
     3. Dan Quayle (R)
Iowa
     2. Roger Jepsen (R)
     3. Chuck Grassley (R)
Kansas
     2. Nancy Landon Kassebaum (R)
     3. Bob Dole (R)
Kentucky
     2. Walter Huddleston (D)
     3. Wendell Ford (D)
Louisiana
     2. J. Bennett Johnston (D)
     3. Russell B. Long (D)
Maine
     1. George J. Mitchell (D)
     3. William Cohen (R)
Maryland
     1. Paul Sarbanes (D)
     3. Charles Mathias (R)
Massachusetts
     1. Ted Kennedy (D)
     2. Paul Tsongas (D)
Michigan
     1. Donald Riegle (D)
     2. Carl Levin (D)
Minnesota
     1. David Durenberger (R)
     2. Rudy Boschwitz (R)
Mississippi
     1. John C. Stennis (D)
     2. Thad Cochran (R)
Missouri
     1. John Danforth (R)
     3. Thomas Eagleton (D)
Montana
     1. John Melcher (D)
     2. Max Baucus (D)
Nebraska
     1. Edward Zorinsky (D)
     2. J. James Exon (D)
Nevada
     1. Howard Cannon (D)
     3. Paul Laxalt (R)
New Hampshire
     2. Gordon J. Humphrey (R)
     3. Warren Rudman (R)
New Jersey
     1. Harrison A. Williams (D), fino all'11 marzo 1982
     Nicholas F. Brady (R), dall'11 marzo 1982 al 27 dicembre 1982
     Frank Lautenberg (D), dal 27 dicembre 1982
     2. Bill Bradley (D)
New York
     1. Daniel Patrick Moynihan (D)
     3. Al D'Amato (R)
Nuovo Messico
     1. Harrison Schmitt (D)
     2. Pete Domenici (D)
Ohio
     1. Howard Metzenbaum (D)
     3. John Glenn (D)
Oklahoma
     2. David Boren (D)
     3. Don Nickles (R)
Oregon
     2. Mark Hatfield (R)
     3. Bob Packwood (R)
Pennsylvania
     1. John Heinz (R)
     3. Arlen Specter (R)
Rhode Island
     1. John Chafee (R)
     2. Claiborne Pell (D)
Tennessee
     1. Jim Sasser (D)
     2. Howard Baker (R)
Texas
     1. Lloyd Bentsen (D)
     2. John Tower (R)
Utah
     1. Orrin Hatch (R)
     3. Jake Garn (R)
Vermont
     1. Robert Stafford (R)
     3. Patrick Leahy (D)
Virginia
     1. Harry F. Byrd Jr. (I)
     2. John Warner (R)
Virginia Occidentale
     1. Robert Byrd (D)
     2. Jennings Randolph (D)
Washington
     1. Henry M. Jackson (D)
     3. Slade Gorton (R)
Wisconsin
     1. William Proxmire (D)
     3. Bob Kasten (R)
Wyoming
     1. Malcolm Wallop (R)
     2. Alan K. Simpson (R)

## Camera dei rappresentanti

### Riepilogo della composizione
|                               | Partito      | Partito      | Partito | Totale | Vacante |
| ----------------------------- | ------------ | ------------ | ------- | ------ | ------- |
|                               |              |              |         | Totale | Vacante |
| Democratico                   | Repubblicano | Indipendente |         | Totale | Vacante |
| Fine del Congresso precedente | 272          | 158          | 1       | 431    | 4       |
|                               |              |              |         |        |         |
| Inizio (3 gennaio 1981)       | 243          | 191          | 1       | 435    | 0       |
| Fine (3 gennaio 1983)         | 242          | 191          | 1       | 434    | 1       |
| % di voti                     | 55,8%        | 44,0%        | 0,2%    |        |         |

### Leadership
Assemblea
- Speaker della Camera dei Rappresentanti degli Stati Uniti: Tip O'Neill (D-MA)

Maggioranza
- Leader della Maggioranza: Jim Wright (D-TX)
- Whip: Tom Foley (D-WA)

Minoranza
- Leader della Minoranza: Robert Michel (R-IL)
- Whip: Trent Lott (R-MS)

### Membri
80+% democratici
     80+% democratici
     da 60+% a 80% democratici
     da 60+% a 80% repubblicani
     da 50+% a 60% democratici
     da 50+% a 60% repubblicani
Alabama
(4 Democratici, 3 Repubblicani)
- 1. Jack Edwards (R)

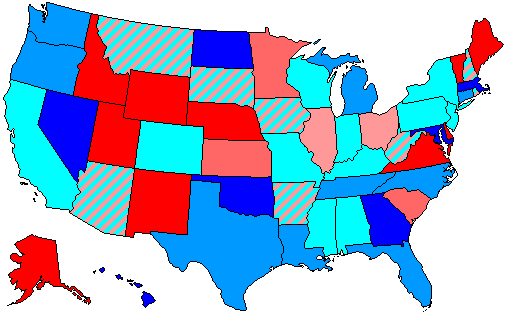
Seggi alla camera per percentuale negli stati:
80+% democratici
80+% democratici
da 60+% a 80% democratici
da 60+% a 80% repubblicani
da 50+% a 60% democratici
da 50+% a 60% repubblicani

- 2. William Louis Dickinson (R)
- 3. Bill Nichols (D)
- 4. Tom Bevill (D)
- 5. Ronnie Flippo (D)
- 6. Albert L. Smith Jr. (R)
- 7. Richard Shelby (D)

Alaska
(1 Repubblicano)
- "At-large". Don Young (R)

Arizona
(2 Repubblicani, 2 Democratici)
- 1. John Jacob Rhodes (R)
- 2. Mo Udall (D)
- 3. Bob Stump (D)
- 4. Eldon Rudd (R)

Arkansas
(2 Repubblicani, 2 Democratici)
- 1. William Vollie Alexander Jr. (D)
- 2. Ed Bethune (R)
- 3. John Paul Hammerschmidt (R)
- 4. Beryl Anthony Jr. (D)

California
(22 Democratici, 21 Repubblicani)
- 1. Eugene A. Chappie (R)
- 2. Don Clausen (R)
- 3. Bob Matsui (D)
- 4. Vic Fazio (D)
- 5. John L. Burton (D)
- 6. Phillip Burton (D)
- 7. George Miller (D)
- 8. Ron Dellums (D)
- 9. Pete Stark (D)
- 10. Don Edwards (D)
- 11. Tom Lantos (D)
- 12. Pete McCloskey (R)
- 13. Norman Mineta (D)
- 14. Norman D. Shumway (R)
- 15. Tony Coelho (D)
- 16. Leon Panetta (D)
- 17. Chip Pashayan (R)
- 18. Bill Thomas (R)
- 19. Robert J. Lagomarsino (R)
- 20. Barry Goldwater Jr. (R)
- 21. Bobbi Fiedler (R)
- 22. Carlos Moorhead (R)
- 23. Anthony Beilenson (D)
- 24. Henry Waxman (D)
- 25. Edward R. Roybal (D)
- 26. John H. Rousselot (R)
- 27. Bob Dornan (R)
- 28. Julian Dixon (D)
- 29. Augustus Hawkins (D)
- 30. George E. Danielson (D), fino al 9 marzo 1982

     Matthew G. Martínez (D), dal 13 luglio 1982
- 31. Mervyn Dymally (D)
- 32. Glenn M. Anderson (D)
- 33. Wayne R. Grisham (R)
- 34. Dan Lungren (R)
- 35. David Dreier (R)
- 36. George Brown Jr. (D)
- 37. Jerry Lewis (R)
- 38. Jerry M. Patterson (D)
- 39. William E. Dannemeyer (R)
- 40. Robert Badham (R)
- 41. Bill Lowery (R)
- 42. Duncan Hunter (R)
- 43. Clair Burgener (R)

Carolina del Nord
(7 Democratici, 4 Repubblicani)
- 1. Walter B. Jones Sr. (D)
- 2. Lawrence H. Fountain (D)
- 3. Charles Orville Whitley (D)
- 4. Ike Franklin Andrews (D)
- 5. Stephen L. Neal (D)
- 6. Walter E. Johnston III (R)
- 7. Charlie Rose (D)
- 8. Bill Hefner (D)
- 9. James G. Martin (R)
- 10. Jim Broyhill (R)
- 11. Bill Hendon (R)

Carolina del Sud
(4 Repubblicani, 2 Democratici)
- 1. Thomas F. Hartnett (R)
- 2. Floyd Spence (R)
- 3. Butler Derrick (D)
- 4. Carroll A. Campbell Jr. (R)
- 5. Kenneth Lamar Holland (D)
- 6. John Light Napier (R)

Colorado
(3 Democratici, 2 Repubblicani)
- 1. Pat Schroeder (D)
- 2. Tim Wirth (D)
- 3. Ray Kogovsek (D)
- 4. Hank Brown (R)
- 5. Ken Kramer (R)

Connecticut
(4 Democratici, 2 Repubblicani)
- 1. William R. Cotter (D), fino all'8 settembre 1981

     Barbara B. Kennelly (D), dal 12 gennaio 1982
- 2. Sam Gejdenson (D)
- 3. Lawrence J. DeNardis (R)
- 4. Stewart McKinney (R)
- 5. William R. Ratchford (D)
- 6. Toby Moffett (D)

Dakota del Nord
(1 Democratico)
- "At-large". Byron Dorgan (D-NPL)

Dakota del Sud
(1 Democratico, 1 Repubblicano)
- 1. Tom Daschle (D)
- 2. Clint Roberts (R)

Delaware
(1 Repubblicano)
- "At-large". Thomas B. Evans Jr. (R)

Florida
(11 Democratici, 4 Repubblicani)
- 1. Earl Hutto (D)
- 2. Don Fuqua (D)
- 3. Charles E. Bennett (D)
- 4. Bill Chappell (D)
- 5. Bill McCollum (R)
- 6. Bill Young (R)
- 7. Sam Gibbons (D)
- 8. Andy Ireland (D)
- 9. Bill Nelson (D)
- 10. Skip Bafalis (R)
- 11. Dan Mica (D)
- 12. Clay Shaw (R)
- 13. William Lehman (D)
- 14. Claude Pepper (D)
- 15. Dante Fascell (D)

Georgia
(9 Democratici, 1 Repubblicano)
- 1. Bo Ginn (D)
- 2. Charles Floyd Hatcher (D)
- 3. Jack Brinkley (D)
- 4. Elliott H. Levitas (D)
- 5. Wyche Fowler (D)
- 6. Newt Gingrich (R)
- 7. Larry McDonald (D)
- 8. Billy Lee Evans (D)
- 9. Ed Jenkins (D)
- 10. Doug Barnard Jr. (D)

Hawaii
(2 Democratici)
- 1. Cecil Heftel (D)
- 2. Daniel Akaka (D)

Idaho
(2 Repubblicani)
- 1. Larry Craig (R)
- 2. George V. Hansen (R)

Illinois
(14 Repubblicani, 10 Democratici)
- 1. Harold Washington (D)
- 2. Gus Savage (D)
- 3. Marty Russo (D)
- 4. Ed Derwinski (R)
- 5. John G. Fary (D)
- 6. Henry Hyde (R)
- 7. Cardiss Collins (D)
- 8. Dan Rostenkowski (D)
- 9. Sidney R. Yates (D)
- 10. John Porter (R)
- 11. Frank Annunzio (D)
- 12. Phil Crane (R)
- 13. Robert McClory (R)
- 14. John N. Erlenborn (R)
- 15. Tom Corcoran (R)
- 16. Lynn Morley Martin (R)
- 17. George M. O'Brien (R)
- 18. Robert H. Michel (R)
- 19. Tom Railsback (R)
- 20. Paul Findley (R)
- 21. Edward Rell Madigan (R)
- 22. Dan Crane (R)
- 23. Melvin Price (D)
- 24. Paul Simon (D)

Indiana
(6 Democratici, 5 Repubblicani)
- 1. Adam Benjamin Jr. (D), fino al 7 settembre 1982

     Katie Hall (D), dal 2 novembre 1982
- 2. Floyd Fithian (D)
- 3. John P. Hiler (R)
- 4. Dan Coats (R)
- 5. Elwood Hillis (R)
- 6. David W. Evans (D)
- 7. John T. Myers (R)
- 8. H. Joel Deckard (R)
- 9. Lee Hamilton (D)
- 10. Philip Sharp (D)
- 11. Andrew Jacobs Jr. (D)

Iowa
(3 Repubblicani, 3 Democratici)
- 1. Jim Leach (R)
- 2. Tom Tauke (R)
- 3. T. Cooper Evans (R)
- 4. Neal Edward Smith (D)
- 5. Tom Harkin (D)
- 6. Berkley Bedell (D)

Kansas
(4 Repubblicani, 1 Democratico)
- 1. Pat Roberts (R)
- 2. James Edmund Jeffries (R)
- 3. Larry Winn (R)
- 4. Dan Glickman (D)
- 5. Bob Whittaker (R)

Kentucky
(4 Democratici, 3 Repubblicani)
- 1. Carroll Hubbard (D)
- 2. William Natcher (D)
- 3. Romano Mazzoli (D)
- 4. Gene Snyder (R)
- 5. Hal Rogers (R)
- 6. Larry J. Hopkins (R)
- 7. Carl D. Perkins (D)

Louisiana
(6 Democratici, 2 Repubblicani)
- 1. Bob Livingston (R)
- 2. Lindy Boggs (D)
- 3. Billy Tauzin (D)
- 4. Buddy Roemer (D)
- 5. Jerry Huckaby (D)
- 6. Henson Moore (R)
- 7. John Breaux (D)
- 8. Gillis William Long (D)

Maine
(2 Repubblicani)
- 1. David F. Emery (R)
- 2. Olympia Snowe (R)

Maryland
(7 Democratici, 1 Repubblicano)
- 1. Roy Dyson (D)
- 2. Clarence Long (D)
- 3. Barbara Mikulski (D)
- 4. Marjorie Holt (R)
- 5. Gladys Spellman (D), fino al 24 febbraio 1981

     Steny Hoyer (D), dal 19 maggio 1981
- 6. Beverly Byron (D)
- 7. Parren Mitchell (D)
- 8. Michael D. Barnes (D)

Massachusetts
(10 Democratici, 2 Repubblicani)
- 1. Silvio O. Conte (R)
- 2. Edward Boland (D)
- 3. Joseph D. Early (D)
- 4. Barney Frank (D)
- 5. James Shannon (D)
- 6. Nicholas Mavroules (D)
- 7. Ed Markey (D)
- 8. Tip O'Neill (D)
- 9. Joe Moakley (D)
- 10. Margaret Heckler (R)
- 11. Brian J. Donnelly (D)
- 12. Gerry Studds (D)

Michigan
(13 Democratici, 7 Repubblicani)
- 1. John Conyers (D)
- 2. Carl Pursell (R)
- 3. Howard Wolpe (D)
- 4. David Stockman (R), fino al 27 gennaio 1981

     Mark D. Siljander (R), dal 21 aprile 1981
- 5. Harold S. Sawyer (R)
- 6. James Whitney Dunn (R)
- 7. Dale Kildee (D)
- 8. J. Bob Traxler (D)
- 9. Guy Vander Jagt (R)
- 10. Donald J. Albosta (D)
- 11. Robert William Davis (R)
- 12. David Bonior (D)
- 13. George Crockett Jr. (D)
- 14. Dennis Hertel (D)
- 15. William D. Ford (D)
- 16. John Dingell (D)
- 17. William M. Brodhead (D)
- 18. James Blanchard (D)
- 19. William Broomfield (R)

Minnesota
(5 Repubblicani, 3 Democratici)
- 1. Arlen Erdahl (R)
- 2. Tom Hagedorn (R)
- 3. Bill Frenzel (R)
- 4. Bruce Vento (DFL)
- 5. Martin Olav Sabo (DFL)
- 6. Vin Weber (R)
- 7. Arlan Stangeland (R)
- 8. Jim Oberstar (DFL)

Mississippi
(4 Democratici, 1 Repubblicano)
- 1. Jamie Whitten (D)
- 2. David R. Bowen (D)
- 3. Sonny Montgomery (D)
- 4. Jon Hinson  (D), fino al 13 aprile 1981

     Wayne Dowdy (D), dal 7 luglio 1981
- 5. Trent Lott (R)

Missouri
(6 Democratici, 4 Repubblicani)
- 1. Bill Clay (D)
- 2. Robert A. Young (D)
- 3. Dick Gephardt (D)
- 4. Ike Skelton (D)
- 5. Richard Walker Bolling (D)
- 6. Tom Coleman (R)
- 7. Gene Taylor (R)
- 8. Wendell Bailey (R)
- 9. Harold Volkmer (D)
- 10. Bill Emerson (R)

Montana
(1 Repubblicano, 1 Democratico)
- 1. Pat Williams (D)
- 2. Ron Marlenee (R)

Nebraska
(3 Repubblicani)
- 1. Doug Bereuter (R)
- 2. Hal Daub (R)
- 3. Virginia D. Smith (R)

Nevada
(1 Democratico)
- At-large. James David Santini (D)

New Hampshire
(1 Democratico, 1 Repubblicano)
- 1. Norman D'Amours (D)
- 2. Judd Gregg (R)

New Jersey
(8 Democratici, 7 Repubblicani)
- 1. James Florio (D)
- 2. William J. Hughes (D)
- 3. James J. Howard (D)
- 4. Chris Smith (R)
- 5. Millicent Fenwick (R)
- 6. Edwin B. Forsythe  (R)
- 7. Marge Roukema (R)
- 8. Robert A. Roe (D)
- 9. Harold C. Hollenbeck (R)
- 10. Peter W. Rodino (D)
- 11. Joseph Minish (D)
- 12. Matthew John Rinaldo  (R)
- 13. Jim Courter (R)
- 14. Frank Joseph Guarini (D)
- 15. Bernard J. Dwyer (D)

New York
(22 Democratici, 16 Repubblicani, 1 Conservatore)
- 1. William Carney (C)[1]
- 2. Thomas Downey (D)
- 3. Gregory W. Carman (R)
- 4. Norman F. Lent (R)
- 5. Raymond J. McGrath (R)
- 6. John LeBoutillier (R)
- 7. Joseph P. Addabbo (D)
- 8. Benjamin Stanley Rosenthal (D)
- 9. Geraldine Ferraro (D)
- 10. Mario Biaggi (D)
- 11. James H. Scheuer (D)
- 12. Shirley Chisholm (D)
- 13. Stephen Solarz (D)
- 14. Fred Richmond (D), fino al 25 agosto 1982
- 15. Leo C. Zeferetti (D)
- 16. Chuck Schumer (D)
- 17. Guy Molinari (R)
- 18. Bill Green (R)
- 19. Charles Rangel (D)
- 20. Theodore S. Weiss (D)
- 21. Robert Garcia (D)
- 22. Jonathan Brewster Bingham (D)
- 23. Peter A. Peyser (D)
- 24. Richard Ottinger (D)
- 25. Hamilton Fish IV (R)
- 26. Benjamin Gilman (R)
- 27. Matthew F. McHugh (D)
- 28. Samuel S. Stratton (D)
- 29. Gerald Solomon (R)
- 30. David O'Brien Martin (R)
- 31. Donald J. Mitchell (R)
- 32. George C. Wortley (R)
- 33. Gary A. Lee (R)
- 34. Frank Horton (R)
- 35. Barber Conable (R)
- 36. John J. LaFalce (D)
- 37. Henry J. Nowak (D)
- 38. Jack Kemp (R)
- 39. Stan Lundine (D)

Nuovo Messico
(2 Repubblicani)
- 1. Manuel Lujan, Jr. (R)
- 2. Joe Skeen (R)

Ohio
(13 Repubblicani, 10 Democratici)
- 1. Bill Gradison (R)
- 2. Tom Luken (D)
- 3. Tony P. Hall (D)
- 4. Tennyson Guyer (R), fino al 12 aprile 1981

     Mike Oxley (R), dal 25 giugno 1981
- 5. Del Latta (R)
- 6. Bob McEwen (R)
- 7. Bud Brown (R)
- 8. Tom Kindness (R)
- 9. Ed Weber (R)
- 10. Clarence E. Miller (R)
- 11. J. William Stanton (R)
- 12. Bob Shamansky (D)
- 13. Don Pease (D)
- 14. John F. Seiberling (D)
- 15. Chalmers Wylie (R)
- 16. Ralph Regula (R)
- 17. John M. Ashbrook (R), fino al 24 aprile 1982

     Jean Spencer Ashbrook (R), dal 29 giugno 1982
- 18. Douglas Applegate (D)
- 19. Lyle Williams (R)
- 20. Mary Rose Oakar (D)
- 21. Louis Stokes (D)
- 22. Dennis E. Eckart (D)
- 23. Ronald M. Mottl (D)

Oklahoma
(5 Democratici, 1 Repubblicano)
- 1. James R. Jones (D)
- 2. Mike Synar (D)
- 3. Wes Watkins (D)
- 4. Dave McCurdy (D)
- 5. Mickey Edwards (R)
- 6. Glenn English (D)

Oregon
(3 Democratici, 1 Repubblicano)
- 1. Les AuCoin (D)
- 2. Bob Smith (R)
- 3. Ron Wyden (D)
- 4. Jim Weaver (D)

Pennsylvania
(13 Democratici, 12 Repubblicani)
- 1. Thomas M. Foglietta (D)
- 2. William H. Gray III (D)
- 3. Raymond Lederer (D), fino al 29 aprile 1981

     Joseph F. Smith (D), dal 29 luglio 1981
- 4. Charles F. Dougherty (R)
- 5. Richard T. Schulze (R)
- 6. Gus Yatron (D)
- 7. Robert W. Edgar (D)
- 8. James K. Coyne III (R)
- 9. Bud Shuster (R)
- 10. Joseph M. McDade (R)
- 11. James Nelligan (R)
- 12. John Murtha (D)
- 13. Lawrence Coughlin (R)
- 14. William J. Coyne (D)
- 15. Donald L. Ritter (R)
- 16. Bob Walker (R)
- 17. Allen E. Ertel (D)
- 18. Doug Walgren (D)
- 19. Bill Goodling (R)
- 20. Joseph M. Gaydos (D)
- 21. Donald A. Bailey (D)
- 22. Austin Murphy (D)
- 23. William Clinger (R)
- 24. Marc L. Marks (R)
- 25. Eugene Atkinson (D, poi R dal 14 ottobre 1981)

Rhode Island
(1 Democratico, 1 Repubblicano)
- 1. Fernand St. Germain (D)
- 2. Claudine Schneider (R)

Tennessee
(5 Democratici, 3 Repubblicani)
- 1. Jimmy Quillen (R)
- 2. John Duncan, Sr. (R)
- 3. Marilyn Lloyd (D)
- 4. Al Gore (D)
- 5. Bill Boner (D)
- 6. Robin Beard (R)
- 7. Ed Jones (D)
- 8. Harold Ford Sr. (D)

Texas
(19 Democratici, 5 Repubblicani)
- 1. Sam B. Hall Jr. (D)
- 2. Charlie Wilson (D)
- 3. James M. Collins (R)
- 4. Ralph Hall (D)
- 5. Jim Mattox (D)
- 6. Phil Gramm (D)
- 7. Bill Archer (R)
- 8. Jack Fields (R)
- 9. Jack Brooks (D)
- 10. J. J. Pickle (D)
- 11. Marvin Leath (D)
- 12. Jim Wright (D)
- 13. Jack Hightower (D)
- 14. William Neff Patman (D)
- 15. Kika de la Garza (D)
- 16. Richard Crawford White (D)
- 17. Charles Stenholm (D)
- 18. Mickey Leland (D)
- 19. Kent Hance (D)
- 20. Henry B. González (D)
- 21. Tom Loeffler (R)
- 22. Ron Paul (R)
- 23. Abraham Kazen (D)
- 24. Martin Frost (D)

Utah
(2 Repubblicani)
- 1. Jim Hansen (R)
- 2. David Daniel Marriott (R)

Vermont
(1 Repubblicano)
- "At-large". Jim Jeffords (R)

Virginia
(9 Repubblicani, 1 Democratico)
- 1. Paul Trible (R)
- 2. G. William Whitehurst (R)
- 3. Thomas J. Bliley Jr. (R)
- 4. Robert Daniel (R)
- 5. Dan Daniel (D)
- 6. M. Caldwell Butler (R)
- 7. J. Kenneth Robinson (R)
- 8. Stanford Parris (R)
- 9. William C. Wampler (R)
- 10. Frank Wolf (R)

Virginia Occidentale
(2 Democratici, 2 Repubblicani)
- 1. Alan Mollohan (D)
- 2. Cleve Benedict (R)
- 3. Mick Staton (R)
- 4. Nick Rahall (D)

Washington
(5 Democratici, 2 Repubblicani)
- 1. Joel Pritchard (R)
- 2. Al Swift (D)
- 3. Don Bonker (D)
- 4. Sid Morrison (R)
- 5. Tom Foley (D)
- 6. Norm Dicks (D)
- 7. Mike Lowry (D)

Wisconsin
(5 Democratici, 4 Repubblicani)
- 1. Les Aspin (D)
- 2. Robert Kastenmeier (D)
- 3. Steve Gunderson (R)
- 4. Clement J. Zablocki (D)
- 5. Henry S. Reuss (D)
- 6. Tom Petri (R)
- 7. Dave Obey (D)
- 8. Toby Roth (R)
- 9. Jim Sensenbrenner (R)

Wyoming
(1 Repubblicano)
- "At-large". Dick Cheney (R)

#### Membri non votanti
(5 Democratici)
- Samoa Americane: Fofò Iosefa Fiti Sunia (D)
- Distretto di Columbia: Walter Fauntroy (D)
- Guam: Antonio Borja Won Pat (D)
- Porto Rico: Baltasar Corrada del Río (D/PNP)
- Isole Vergini: Ron de Lugo (D)